# Шелль, Эрик
Эрик Секу Шелль (фр. Éric Sékou Chelle; 11 ноября 1977, Абиджан, Кот-д’Ивуар) — французский и малийский футболист, защитник, футбольный тренер. Главный тренер национальной сборной Нигерии.

## Карьера

### Футболиста
Всю свою карьеру провёл во Франции, имея гражданство страны. Провёл несколько сезонов в Лиге 1. Несмотря на то, что Шелль родился в Кот-д’Ивуаре, на международной арене Шелль представлял сборную Мали.

### Тренера
Завершив игровую карьеру, Эрик Шелль перешёл на тренерскую работу. Он возглавлял ряд французских команд низших лиг, в числе которых была «Булонь». В 2022 году специалист стал наставником сборной Мали. В начале 2024 года руководил «орлами» на Кубке африканских наций в Кот-д’Ивуаре. На турниры малийцы дошли до 1/4 финала. На этой стадии они на исходе овертайма уступили хозяевам Кубка (1:2).
7 января 2025 года Шелль был объявлен главным тренером сборной Нигерии.

## Достижения
- Победитель французской Лиги 2 (2): 2005/06, 2008/09
- Победитель французской Лиги 3 (1): 2004/05